# Frank Schindel
Frank Schindel (Karlsruhe, Baden-Wurtemberg, Alemania, 2 de marzo de 1965) es un cantante alemán.

## Biografía
Frank Schindel nació el 2 de marzo de 1965 en Karlsruhe. Comenzó a tocar la guitarra y música en general a los doce años y tras alcanzar la mayoría de edad se trasladó a Múnich, donde se enfocó en su voz en su carrera musical; entre otras cosas, fundó la banda Art Pope. Participó activamente como apoyo para grupos de música en el campo de la música afroamericana y la música de jazz de Johnny Guitar Watson, The Temptations, The Supremes y BB King. Durante este tiempo hizo su propio estudio de grabación en Múnich.
A menudo aparece como productor en la actualidad. En los países de habla alemana, se hizo conocido en 1999 por sus interpretaciones de las canciones del artista japonés Kōji Wada en alemán para los animes de las franquicias Digimon, One Piece, Pretty Cure y Yu-Gi-Oh! así como para la series Beyblade V-Force, Detective Conan y Dragon Ball Z.
Frank Schindel también pertenece al llamado "Anime Allstars" de la serie de álbumes "Anime Hits", que es publicado por Sony Music Entertainment.
Schindel está casado y tiene dos hijos. Además de su música, trabaja como ingeniero de sonido para producciones televisivas como el programa de DSF Heads up - Das Sport Duell, que tuvo a Alexander Müller como director.

## Álbumes
| Nombre del álbum                                             | Nombre de la canción                                                                  | Año de lanzamiento |
| ------------------------------------------------------------ | ------------------------------------------------------------------------------------- | ------------------ |
| Digimon – Digital Monsters                                   | Leb Deinen Traum, Wir Werden Siegen, Alles Wird Gut, Vertrau Mir                      | 2000               |
| Digimon – Digital Monsters Vol. 2                            | Ich Werde Da Sein, Wir Drehn Auf, Dein Traum Wird Wahr                                | 2001               |
| Dragonball Z – Der Offizielle Soundtrack Zur TV-Serie        | Die Ruhe Vor Dem Sturm                                                                | 2001               |
| Dragonball Z Vol. 2 – Der Offizielle Soundtrack Zur TV-Serie | Spiel Mit Deiner Kraft, Engel (Das Japanische TV-Ending)                              | 2002               |
| Yu-Gi-Oh! – Die Besten Songs Zur TV-Serie                    | Das Spiel Ist Unsere Welt                                                             | 2003               |
| One Piece – Der Offizielle Soundtrack Zur TV-Serie           | Ich werde Wie Du                                                                      | 2003               |
| Beyblade V-Force – Der Offizielle Soundtrack Zur TV-Serie    | Niemals Untergehn                                                                     | 2004               |
| Digimon – Digital Monsters Season Four                       | Wenn Das Feuer en Dir Brennt, Blader, con las alas rotas, Die Hyper Spirit Digitation | 2004               |
| Pretty Cure – Der Offizielle Soundtrack Zur Serie            | Das Licht Des Regenbogens                                                             | 2005               |
| Detektiv Conan – Der Offizielle Soundtrack                   | Niemals Zu Ende Gehen                                                                 | 2006               |